# Mechanical Bull
Mechanical Bull is het zesde studioalbum van de Amerikaanse rockband Kings of Leon dat volgens opgaaf in september 2013 wordt uitgebracht op het label RCA. Op 17 juli 2013 en 6 augustus 2013 werden respectievelijk 'Supersoaker' en 'Wait for Me,' twee singles ter promotie van het album, uitgebracht.

## Tracklist
1. "Supersoaker"
2. "Rock City"
3. "Don't Matter"
4. "Beautiful War"
5. "Temple"
6. "Wait for Me"
7. "Family Tree"
8. "Comeback Story"
9. "Tonight"
10. "Coming Back Again"
11. "On the Chin"
12. "Work on Me" (Deluxe edition)
13. "Last mile Home" (Deluxe edition)